# Jeffrey Hoogland
Jeffrey Hoogland (Nijverdal, 16 de marzo de 1993) es un deportista neerlandés que compite en ciclismo en la modalidad de pista, especialista en las pruebas de velocidad y contrarreloj.
Participó en tres Juegos Olímpicos de Verano, obteniendo tres medallas, dos en Tokio 2020, oro en velocidad por equipos (junto con Roy van den Berg, Harrie Lavreysen y Matthijs Büchli) y plata en velocidad individual, y una de oro en París 2024, en velocidad por equipos (con Roy van den Berg y Harrie Lavreysen), y el sexto lugar en Río de Janeiro 2016, en velocidad por equipos.
Ganó veinte medallas en el Campeonato Mundial de Ciclismo en Pista entre los años 2016 y 2024, y diecinueve medallas en el Campeonato Europeo de Ciclismo en Pista entre los años 2015 y 2024.
En los Juegos Europeos de Minsk 2019 obtuvo dos medallas de oro, en las pruebas de velocidad individual y por equipos.

## Medallero internacional
| Juegos Olímpicos   | Juegos Olímpicos         | Juegos Olímpicos  | Juegos Olímpicos      |
| Año                | Lugar                    | Medalla           | Competición           |
| ------------------ | ------------------------ | ----------------- | --------------------- |
| 2020               | Tokio (Japón)            | Medalla de oro    | Velocidad por equipos |
| 2020               | Tokio (Japón)            | Medalla de plata  | Velocidad individual  |
| 2024               | París (Francia)          | Medalla de oro    | Velocidad por equipos |
| Campeonato Mundial |                          |                   |                       |
| Año                | Lugar                    | Medalla           | Competición           |
| 2016               | Londres (Reino Unido)    | Medalla de plata  | Velocidad por equipos |
| 2017               | Hong Kong (China)        | Medalla de plata  | Velocidad por equipos |
| 2018               | Apeldoorn (Países Bajos) | Medalla de oro    | Velocidad por equipos |
| 2018               | Apeldoorn (Países Bajos) | Medalla de oro    | 1 km contrarreloj     |
| 2019               | Pruszków (Polonia)       | Medalla de oro    | Velocidad por equipos |
| 2019               | Pruszków (Polonia)       | Medalla de plata  | Velocidad individual  |
| 2020               | Berlín (Alemania)        | Medalla de oro    | Velocidad por equipos |
| 2020               | Berlín (Alemania)        | Medalla de plata  | Velocidad individual  |
| 2021               | Roubaix (Francia)        | Medalla de oro    | Velocidad por equipos |
| 2021               | Roubaix (Francia)        | Medalla de oro    | 1 km contrarreloj     |
| 2021               | Roubaix (Francia)        | Medalla de plata  | Velocidad individual  |
| 2021               | Roubaix (Francia)        | Medalla de plata  | Keirin                |
| 2022               | Saint-Quentin (Francia)  | Medalla de oro    | 1 km contrarreloj     |
| 2022               | Saint-Quentin (Francia)  | Medalla de plata  | Velocidad por equipos |
| 2022               | Saint-Quentin (Francia)  | Medalla de plata  | Keirin                |
| 2023               | Glasgow (Reino Unido)    | Medalla de oro    | Velocidad por equipos |
| 2023               | Glasgow (Reino Unido)    | Medalla de oro    | 1 km contrarreloj     |
| 2024               | Ballerup (Dinamarca)     | Medalla de oro    | Velocidad por equipos |
| 2024               | Ballerup (Dinamarca)     | Medalla de plata  | Velocidad individual  |
| 2024               | Ballerup (Dinamarca)     | Medalla de plata  | 1 km contrarreloj     |
| Juegos Europeos    |                          |                   |                       |
| Año                | Lugar                    | Medalla           | Competición           |
| 2019               | Minsk (Bielorrusia)      | Medalla de oro    | Velocidad individual  |
| 2019               | Minsk (Bielorrusia)      | Medalla de oro    | Velocidad por equipos |
| Campeonato Europeo |                          |                   |                       |
| Año                | Lugar                    | Medalla           | Competición           |
| 2015               | Grenchen (Suiza)         | Medalla de oro    | Velocidad individual  |
| 2015               | Grenchen (Suiza)         | Medalla de oro    | Velocidad por equipos |
| 2015               | Grenchen (Suiza)         | Medalla de oro    | 1 km contrarreloj     |
| 2017               | Berlín (Alemania)        | Medalla de oro    | 1 km contrarreloj     |
| 2017               | Berlín (Alemania)        | Medalla de plata  | Velocidad individual  |
| 2017               | Berlín (Alemania)        | Medalla de bronce | Velocidad por equipos |
| 2018               | Glasgow (Reino Unido)    | Medalla de oro    | Velocidad individual  |
| 2018               | Glasgow (Reino Unido)    | Medalla de oro    | Velocidad por equipos |
| 2019               | Apeldoorn (Países Bajos) | Medalla de oro    | Velocidad individual  |
| 2019               | Apeldoorn (Países Bajos) | Medalla de oro    | Velocidad por equipos |
| 2021               | Grenchen (Suiza)         | Medalla de oro    | Velocidad por equipos |
| 2021               | Grenchen (Suiza)         | Medalla de oro    | 1 km contrarreloj     |
| 2021               | Grenchen (Suiza)         | Medalla de oro    | Keirin                |
| 2021               | Grenchen (Suiza)         | Medalla de plata  | Velocidad individual  |
| 2022               | Múnich (Alemania)        | Medalla de oro    | Velocidad por equipos |
| 2023               | Grenchen (Suiza)         | Medalla de oro    | Velocidad por equipos |
| 2023               | Grenchen (Suiza)         | Medalla de oro    | 1 km contrarreloj     |
| 2023               | Grenchen (Suiza)         | Medalla de bronce | Keirin                |
| 2024               | Apeldoorn (Países Bajos) | Medalla de oro    | Velocidad por equipos |

1. 1 2  Compitió en la ronda de clasificación.